# Premios Golden Laurel
Los premios Golden Laurel (premios Laurel de Oro) fueron una distinción que otorgaba el Gremio de Productores (Producers Guild Awards, PGA) de Estados Unidos y Canadá en el ámbito cinematográfico. Los premios se otorgaban en función de una encuesta.
Se iniciaron en 1958 y, al principio, no se concebían como una  ceremonia, sino que los resultados eran publicados en la prensa. La última edición fue la de 1971.

## Premiados
Mejor Película
- Patton: 1971, no se concedió ningún otro año.

Mejor Estrella Femenina
- Doris Day: 1958, 1959, 1960, 1961, 1962, 1963, 1964.
- Elizabeth Taylor: 1965, 1966.
- Julie Andrews: 1967, 1968.
- Katharine Hepburn: 1970, 1971.

Mejor Estrella Masculina
- Rock Hudson: 1958, 1959 1960, 1962, 1963.
- Burt Lancaster: 1961.
- Cary Grant: 1964, 1966.
- Jack Lemmon: 1965, 1967.
- Elvis Presley: 1963, 1966.
- Paul Newman: 1968, 1970.
- Dustin Hoffman: 1971.

Mejor Productor/Director
- Cecil B. DeMille: 1958.
- Alfred Hitchcock: 1959, 1960, 1961, 1962, 1964, 1966, 1970, 1971.
- Billy Wilder: 1963.
- Mervyn LeRoy: 1965.
- Robert Wise: 1967, 1968.

Mejor Director
- Fred Zinnemann: 1958, 1959, 1961, 1962, 1963, 1964.
- Vincente Minnelli: 1960.
- George Cukor: 1965.
- David Lean: 1966.
- Henry Hathaway: 1967.
- Norman Jewison: 1968.
- Mike Nichols: 1970, 1971.